# Parzac
Parzac är en kommun i departementet Charente i regionen Nouvelle-Aquitaine i västra Frankrike. Kommunen ligger  i kantonen Saint-Claud som ligger i arrondissementet Confolens. År 2022 hade Parzac 141 invånare.

## Befolkningsutveckling
Antalet invånare i kommunen Parzac
Referens:INSEE